# Aizputes novads
Aizputes novads was tussen 2009 en 2021 een gemeente in Koerland in het westen van Letland. 
De gemeente ontstond in 2009 na een herindeling waarbij de stad Aizpute, het landelijk gebied Aizpute en de landelijke gemeenten Cīrava, Kalvene, Kazdanga en Laža werden samengevoegd.
In juli 2021 ging Aizputes novads, samen met Durbes novads, Grobiņas novads, Nīcas novads, Pāvilostas novads, Priekules novads, Rucavas novads en Vaiņodes novads, op in de nieuwe gemeente Dienvidkurzemes novads.
Het aantal inwoners, dat in 2009 nog 10.500 bedroeg, was in 2016 teruggelopen tot 9.300 personen. De bevolking bestond in dat jaar voor 93% uit Letten, 3% uit Litouwers en voor 2% uit Russen. In 2018 waren er 8.841 inwoners.

## Geschiedenis
Tot de kruistocht tegen Lijfland door de Duitse Orde was het huidige grondgebied van het district Aizpute in handen van de Koeren. In 1248-1249 drong de grootmeester van de Lijflandse Orde, Dietrich von Grüningen, door tot dit gebied en gaf opdracht tot de bouw van het kasteel Aizpute.
Vanaf 1253 behoorde het westelijke deel van de provincie Aizpute met het kasteel Aizpute op de linkeroever van de Tebra tot de Duitse Orde, terwijl het oostelijke deel van Aizpute werd beheerd door het Prinsbisdom Koerland.
In 1378 gaf bisschop Otto Aizpute stadsrechten.
In de 16e eeuw begon de stad Aizpute tot bloei te komen, toen in de riviermonding van de Tebra bij de plaats Saka een commerciële haven ontstond. Na de Tweede Noordse Oorlog geraakte de haven weer in onbruik en werd de basis van de stad ondermijnd.
In 1795 werd het grondgebied van de provincie Aizpute opgenomen in het Russische Rijk. In Aizpute bevonden zich tot 1818 enkele overheidsinstellingen, onder andere een rechtbank; na de administratieve hervorming van 1819 werden het westelijk en oostelijk deel van de provincie Aizpute samengevoegd. In 1900 werd de spoorlijn van Liepāja naar Aizpute geopend. Bij de revolutie van 1905 vond in Aizpute een veldslag plaats, waarbij een eenheid van de Russische strafexpeditie werd verslagen.
Van 1819 tot 1949 was er de provincie Aizpute. Vervolgens was er het district Aizpute (1950-1962), dat uiteindelijk werd opgenomen in het district Liepāja.
Steden van de Republiek (republikas pilsētas):

Daugavpils · Jēkabpils · Jelgava · Jūrmala · Liepāja · Rēzekne · Riga · Valmiera · Ventspils

Gemeenten (novadi):

Aglona · Aizkraukle · Aizpute · Aknīste · Aloja · Alsunga · Alūksne · Amata · Ape · Auce · Ādaži · Babīte · Baldone · Baltinava · Balvi · Bauska · Beverīna · Brocēni · Burtnieki · Carnikava · Cēsis · Cesvaine · Cibla · Dagda · Daugavpils · Dobele · Dundaga · Durbe · Engure · Ērgļi · Garkalne · Grobiņa · Gulbene · Iecava · Ikšķile · Inčukalns · Ilūkste · Jaunjelgava · Jaunpiebalga · Jaunpils · Jēkabpils · Jelgava · Kandava · Kārsava · Kocēni · Koknese · Krāslava · Krimulda · Krustpils · Kuldīga · Ķegums · Ķekava · Lielvārde · Līgatne · Limbaži · Līvāni · Lubāna · Ludza · Madona · Mālpils · Mārupe · Mazsalaca · Mērsrags · Naukšēnu · Nereta · Nīca · Ogre · Olaine · Ozolnieki · Pārgauja · Pāvilosta · Pļaviņas · Preiļi · Priekule · Priekuļi · Rauna · Rēzekne · Riebiņi · Roja · Ropaži · Rucava · Rugāji · Rundāle · Rūjiena · Salacgrīva · Sala · Salaspils · Saldus · Saulkrasti · Sēja · Sigulda · Skrīveri · Skrunda · Smiltene · Stopiņi · Strenči · Talsi · Tērvete · Tukums · Vaiņode · Valka · Varakļāni · Vārkava · Vecpiebalga · Vecumnieki · Ventspils · Viesīte · Viļaka · Viļāni · Zilupe